# جف امنت
جف امنت (انگلیسی: Jeff Ament؛ زادهٔ ۱۰ مارس ۱۹۶۳) یک موسیقی‌دان اهل ایالات متحده آمریکا است. وی از سال ۱۹۸۱ میلادی تاکنون مشغول فعالیت بوده‌است.